# 志学会高等学校
志学会高等学校（しがくかいこうとうがっこう）は埼玉県北葛飾郡杉戸町大字並塚に所在する通信制課程・単位制の高等学校。浦和学院高等学校の姉妹校である。

## コース
- 通信制　普通コース

## 沿革
田宮洋裁学校(女子校)として開校。その後学校名を彰華学園総合専門学校に改称し、男女共学となる。
- 2002年 学校法人埼玉彰華学園  彰華学園高等学校（しょうかがくえんこうとうがっこう）のもとに、広域の通信制・単位制課程の高等学校として開校。
- 2009年 真英舎学院高等学校に名称変更。
- 2011年4月　学校法人志学会学院　志学会高等学校と名称及び組織変更。
- 2023年10月　浦和学院高等学校と姉妹校提携を結ぶ。

## 交通
- 東武伊勢崎線東武動物公園駅東口下車、スクールバスか路線バス（朝日自動車バス・関宿ターミナル行きで船戸橋下車徒歩15分）利用